# DVD Forum
 (février 2020).

Logo officiel des DVD.

Le DVD Forum est l'organisation internationale ayant développé les formats DVD et HD DVD. Elle en est responsable du développement et de la promotion.

## Historique
En 1995, est fondée l'organisation DVD Consortium, 
En avril 1997, l'organisation est renommée DVD Forum,.

## Membres fondateurs
Plusieurs entreprises ont ensemble fondé l'organisation :
- Hitachi
- Panasonic
- Mitsubishi Electric
- Pioneer
- Philips
- Sony
- Technicolor
- WarnerMedia
- Toshiba
- JVC
- NBCUniversal
- The Walt Disney Company